# Vera Gaze
Pour les articles homonymes, voir Gaze (homonymie).
Vera Fiodorovna Gaze (en russe : Вера Фёдоровна Газе), née le 29 décembre 1899 à Saint-Pétersbourg, morte le 3 octobre 1954, est une astronome soviétique.

## Postérité
Le cratère vénusien Gaze et la planète mineure (2388) Gase ont été nommés en son honneur .